# Hans Waldenfels
Hans Waldenfels (20. října 1931, Essen – 12. listopadu 2023) byl německý římskokatolický kněz, jezuita a fundamentální teolog.

## Životopis
V roce 1951 vstoupil do jezuitského řádu. V letech 1953 až 1956 studoval filozofii na Hochschule für Philosophie München v Pullachu u Mnichova a v období 1960 až 1964 teologii v Tokiu. V roce 1963 byl vysvěcen na kněze.
V letech 1965 až 1968 studoval a promoval na Gregorianě a na münsterské univerzitě. Jeho dizertační práce byla publikována v roce 1969 (podnět k ní dal Karl Rahner) a jmenuje se Offenbarung. Das Zweite Vatikanische Konzil auf dem Hintergrund der neueren Theologie. V roce 1976 následovala habilitace na Universität Würzburg.
V roce 1977 se stal profesorem na bonnské univerzitě, kde v obdobích 1979 až 1980 a 1988 až 1990 zastával funkci děkana.
V roce 1993 získal čestný doktorát varšavské univerzity, v roce 2003 spolkový kříž za zásluhy. V období 2006/2007 byl hostujícím profesorem na Marquette University.

## Dílo (výběr)
- Zu Gast beim anderen, 2005
- Einführung in die Theologie der Offenbarung, 2007
- Löscht den Geist nicht aus!, 2008